# Didymodon luteus
Didymodon luteus là một loài rêu trong họ Pottiaceae. Loài này được Taylor mô tả khoa học đầu tiên năm 1846.